# Dichozoma parvipicta
Dichozoma parvipicta är en fjärilsart som beskrevs av Barnes och Mcdunnough 1918. Dichozoma parvipicta ingår i släktet Dichozoma och familjen Crambidae. Inga underarter finns listade i Catalogue of Life.